# Gaëlle Enganamouit
Gaëlle Deborah Enganamouit (Yaoundé, 1992. június 9. –) kameruni női válogatott labdarúgó.

## Pályafutása

### Klubcsapatokban

#### Kezdetek
Yaoundéban a Lorema csapatánál ismerkedett meg a labdarúgással. 2012-ben a szerb Spartak Subotica gárdájához szerződött. Itt bemutatkozhatott a Bajnokok Ligájában, majd a bajnokságot megnyerte csapatával, miközben az év folyamán meglőtte a női labdarúgás történetének leggyorsabb találatát, mindössze 2 másodperc alatt.

#### Eskilstuna
Eredményes szezonja felkeltette az Eskilstuna érdeklődését és aláírt a svéd együtteshez. Itt első évében mindössze hat gólt és bajnoki hetedik helyet szerzett, 2014-ben viszont karrierje és csapata legnagyobb sikerét könyvelhette el, miután ezüstérmet szereztek a bajnokságban, ahol 18 góljával – többek között Pernille Hardert is megelőzve – végzett a góllövőlista élén.

#### Rosengård
A Rosengård nem is tétlenkedett és a következő szezonra magához csábította Enganamouitot. A malmői kitérő azonban nem úgy alakult, ahogy tervezte és a bajnokság első mérkőzésén keresztszalag szakadást szenvedett, ami hosszú pihenőre kényszerítette a kameruni támadót.

#### Talian Csüancsien
Felépülését követően Kínában próbált szerencsét a Talian Csüancsien gárdájánál, ahol egy bajnoki címmel gazdagodott.

#### Avaldsnes
2018 májusában visszatért Európába és a Toppserien előző évi ezüstérmeséhez, az Avaldsneshez igazolt.

#### Málaga
2019 januárjában a Málaga bejelentette egy éves szerződtetését, de Gaëlle még áprilisban a kevés játéklehetőségre hivatkozva felbontotta szerződését a spanyol klubbal.
2020. június 9-én bejelentette visszavonulását.

### A válogatottban
Tagja volt a kameruni női olimpiai csapatnak a londoni játékokon, majd a 2015-ös és a 2019-es világbajnokságon is képviselte hazáját.
Az Afrikai Nemzetek Kupáján két ezüst- és két bronzérmet szerzett.

## Sikerei, díjai

### Klubcsapatokban
Svéd bajnoki ezüstérmes (1):
- Eskilstuna United (1): 2015

 Svéd kupagyőztes (1):
- FC Rosengård (1): 2016

 Svéd szuperkupagyőztes (1):
- FC Rosengård (1): 2016

 Kínai bajnok (1):
- Talian Csüancsien (1): 2017

### A válogatottban
Kamerun
- Afrikai Nemzetek Kupája ezüstérmes: 2014, 2016
- Afrikai Nemzetek Kupája bronzérmes: 2012, 2018

## Egyéni
Svéd gólkirálynő (1): 2015 – (18 gól)
- Az év Afrikai játékosa (1): 2015